# 志摩弁
志摩弁（しまべん）は、三重県の鳥羽市・志摩市・度会郡の南伊勢町で話されている日本語の方言。近畿方言の一種。

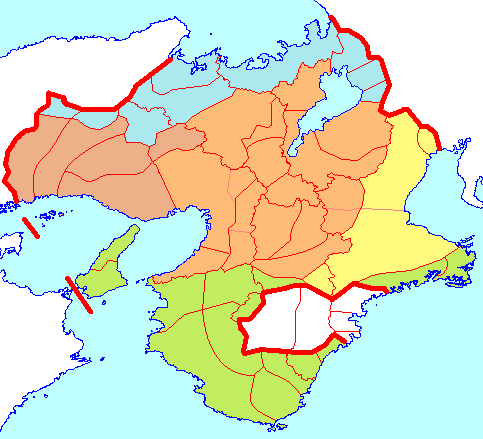
奥村三雄による区分案図。志摩弁は、三重県の東紀州の一部、和歌山県全域、奈良県南部や淡路島と共に南近畿式方言（緑色）に属す。茶色が西近畿式方言、黄色が東近畿式方言、水色が北近畿式方言。灰色は非近畿式方言

近年は人の移動や放送の影響で伊勢弁との同化が進んでおり、伊勢志摩弁と言われることもある

## 表現
民俗学者の岩田準一は、鳥羽方言はアクセントや言い回しでは大阪弁との共通点が多いものの、日常的に使う名詞は名古屋弁との共通性が高いと述べている。これは鳥羽が港町であり、帆船による交流の名残であると考えられる。

### 接続詞
- ～やがぃ　－　～だから

### 名詞
- あんご - 馬鹿、阿呆
- いどころね - うたた寝
- いなさ - 東南風
- オガイ　－　クロアワビ
- おかずき - 海女

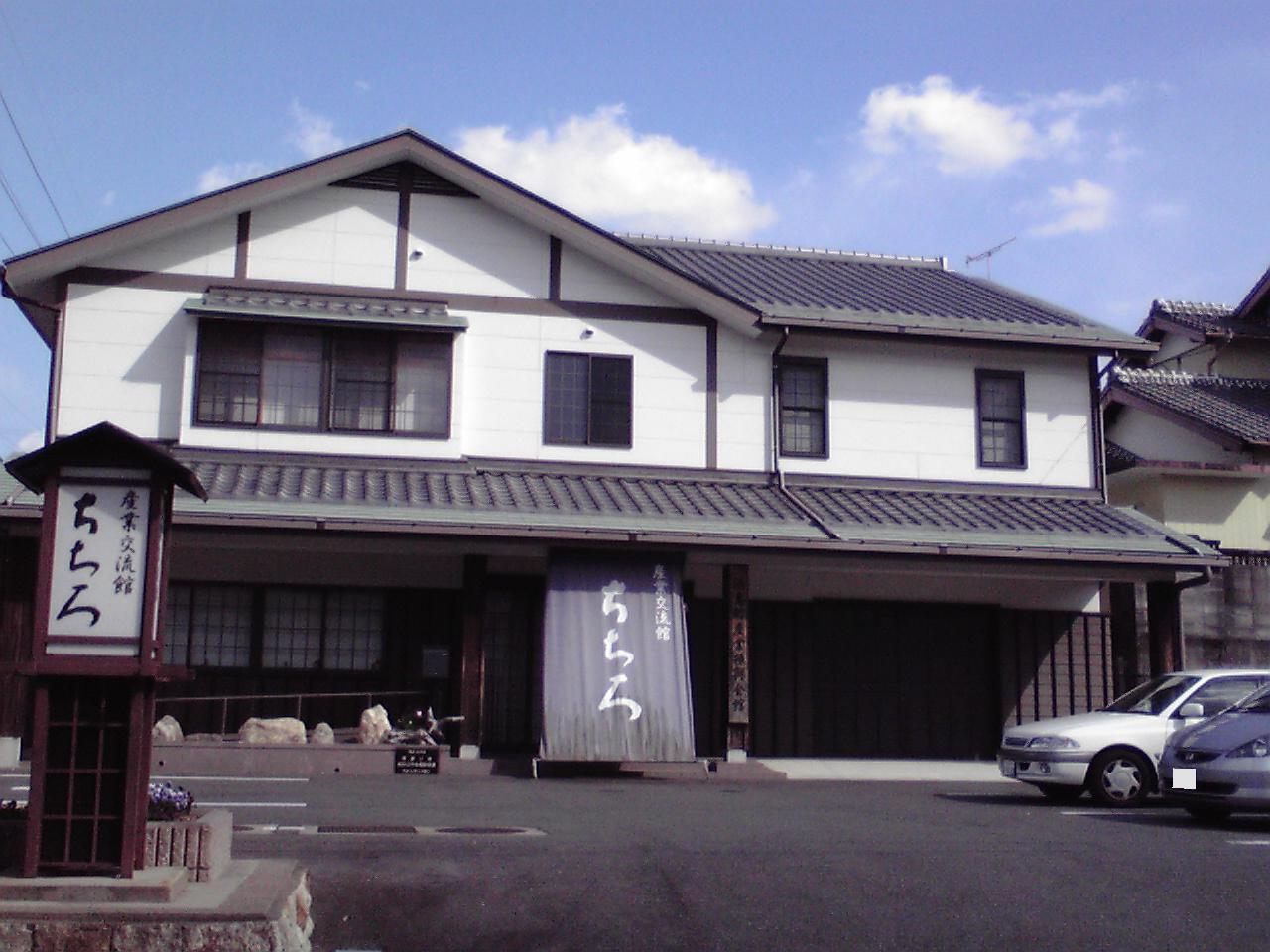
産業交流館ちちろ

- 親孝行星（おやこうこうぼし） - オリオン座
- おんび - アワビ
- ゴケンジョ、クダメ　－　トコブシ
- ちちろ - コオロギ（古語）
- どうぜい - 大海老
- のー - お前、あんた
- なー　あなた
- はこ - 大便
- まぜ - 南風[2]
- まめ　－　シッタカという貝
- もうれん - 妖怪
- やー - 母（波切）[3]、妻（答志）[3]【例】ヤアになる日〜鳥羽・答志島パラダイス〜（テレビドラマ）
- やい気 - 元気、やる気[4]、威勢、押し[5]
- わや - 駄目[6]【例】わやにする - 駄目にする

### 形容詞
- あばばい　－　まぶしい（徳島弁と同じ）
- あたたい　－　あたたかい
- おそがい・おとし - 恐ろしい
- かいだるい（かいだりい） - 疲れてだるい
- だいない・だいねえ - 構わない
- やぐい - 脆弱な[6]

### 形容動詞
- がいな - 大げさな、とても大きな[7]【例】がいなもん - とても大きな物 / がいなこと - 大げさなこと

### 動詞
- あざれる - 魚が腐敗する
- あめる - 食物が腐敗する
- くらわす - 殴る[8]
- げんとうする - 十分以上のことをする
- ごうわく - 腹が立つ[9]
- ちょける - ふざける[8]
- とごる - 沈む[8]
- めめる - 幼児が人見知りして泣き顔になる
- よばれる - ご馳走になる[10]
- よめく - 大声で叫ぶ

### 助詞
- ～こ - 疑問・付加疑問を表す。【例】行くこ？  - 行くか？
- がれ - 強意の終助詞

### 感動詞
- おおきんな - ありがとう[9]

## 志摩弁を使う著名人
- 渡瀬マキ

アイドル歌手時代はそれほど目立たなかったが、リンドバーグのボーカル時代のフリートークではかなり目だった。